# Eupithecia albidulata
Euphitecia albidulata es una especie de polilla de la familia Geometridae. La especie fue descrita por primera vez por Otto Staudinger habiendo sido descrita en 1892, con distribución en Cáucaso. El sintipo de la especie fue descrita en el Cáucaso septentrional. La especie es a veces incluida dentro del grupo de especies E. linariata junto con E. pulchellata, E. pyereata y E. laquaearia.

## Distribución
Son de color básico blanco con una estrecha banda extrabasal de color marrón y una banda transversal de color marrón descolorida delante del borde exterior. Tiene una envergadura de 17 a 18 milímetros (0,7 a 0,7 plg) con una gran mancha central negra y líneas transversales de color marrón, una línea transversal basal borrosa, una banda transversal extrabasal estrecha, y dos manchas en el borde frontal, que en el medio está dividida bastante claramente por una línea transversal blanca dentada. El ala trasera tiene una mancha pequeña en el centro y una fila posmediana de pequeñas venas oscuras, con una banda exterior similar a la del ala anterior.